# 定向演化
定向演化，也稱为直生论，是有关生物演化的学说，其基本观点是生物演化按照一定步骤依生物自身能力而向一定方向进行，与外部环境无关。这种观点否认了自然选择的可能。